# Pavetta johnstonii
Pavetta johnstonii är en måreväxtart som beskrevs av Cornelis Eliza Bertus Bremekamp. Pavetta johnstonii ingår i släktet Pavetta och familjen måreväxter.

## Underarter
Arten delas in i följande underarter:
- P. j. breviloba
- P. j. johnstonii